# Artakserkso I.
Za ostale povijesne ličnosti pod imenom „Artakserkso“ vidi: Artakserkso (razdvojba)
Artakserkso I. (staroperz. Artaxšacā, perz. ردشیر یکم „Ardašir“, grč. Ἀρταξέρξης) bio je Veliki kralj Perzijskog Carstva koji je vladao od 465. do 424. pr. Kr. (41 godinu), iako neki povjesničari tvrde kako je vladao još od 475. Bio je sin Kserksa I. Velikog i Amestris (kćeri Otana); oca je naslijedio nakon što je ubijen u dvorskim spletkama.

## Ime i etimologija
Unatoč očitoj sličnosti među imenima Artakserkso i Kserkso, oni imaju potpuno različita značenja. Ime njegova oca Kserkso znači „Vladar heroja”, dok ime Artakserkso znači „Onaj koji vlada kroz artu (istinu)”. U svojim djelima Herodot spominje kako ime Kserkso znači „Ratnik“, odnosno kako Artakserkso znači „Veliki ratnik“, što moderni povjesničari smatraju pogrešnim. Često mu se pripisuje prezime Macrocheir (grč. μακρόχειρ, lat. Longimanus) jer se navodi kako mu je lijeva noga bila kraća od desne. Ruska obitelj Dolgoruki tvrdila je kako potječe od njega preko gruzijske dinastije Pahlavuni.

## Politički život

### Egipat
Zbog velikih poreza koje je nametnuo Artakserkso I., diljem Perzijskog Carstva izbile su pobune, od kojih je najpoznatija ona u Egiptu kada je 460. pr. Kr. ubijen satrap, zauzet grad Memfis i zatražena pomoć od Atene. Perzija je na pobunu odgovorila vojnom ekspedicijom pod vodstvom perzijskog generala Megabiza II., koji vodi vojsku kroz Judeju te u Egiptu guši pobunu i uhićuje pobunjenike. Paralelno s nemirima u perzijskoj provinciji Egiptu, jačaju napetosti i s polisima Grčke.

### Grčka
Artakserksova politika prema Grčkoj bila je usmjerena na slabljenje Delskog saveza koji je ojačao nakon pomorske bitke kod Eurimedona oko 466. pr. Kr. u kojoj su Grci pobijedili. Kako bi oslabio Atenu, pomagao je njihove neprijatelje diljem Grčke, što je bio indirektan razlog premiještanja riznice Delskog saveza s otoka Delos na akropolu u Ateni. Borbe su se ponovo rasplamsale 450. pr. Kr. kada Grci napadaju perzijski Cipar, no unatoč početnim grčkim uspjesima perzijska mornarica uspijeva odbaciti napadače. Nakon te neuspješne Kimonove ekspedicije, godine 449. pr. Kr. sklopljen je Kalijin mir između Atene, Arga i Perzijskog Carstva što je bio službeni svršetak grčko-perzijskih ratova. Najvažnije stavke Kalijinog mira bile su:
- Grčkim polisima na obali Male Azije odobrena je autonomija
- Perzijski satrap (namjesnik) gubi ovlast nad obalom Egejskog mora
- Zabranjuje se ulazak perzijskim brodovima u Egejsko more, odnosno atenskim u istočni Mediteran
- Atena se obvezala kako više neće poticati pobune na perzijskim teritorijima poput Egipta, Libije i Cipra.

Nakon što je polis Atena protjerala generala Temistokla iz grada, perzijski veliki kralj Artakserkso I. ponudio mu je azil u Perzijskom Carstvu.

## U Starom zavjetu
Artakserkso je ovlastio Ezru, židovskog svećenika, da napiše dokument o crkvenim i civilnim pravima kod Židova. Kopija tog dokumenta može se pronaći u Bibliji.
Nakon toga, Ezra je napustio Babilon oko 457. pr. Kr., odnosno sedme godine vladavine Artakserksa, te je poveo sa sobom neke Židove uključujući svećenike i levite. U Jeruzalem su stigli nakon putovanja dugog četiri mjeseca.
Obnovu židovske zajednice u Jeruzalemu započeo je još Kir Veliki, koji je oslobodio Židove iz babilonskog ropstva, te ih je vratio u Jeruzalem i naredio da se obnovi njihov Salomonov hram. Od 537. pr. Kr. nadalje veći se dio Židova vratio u Jeruzalem.

## Potomstvo
S kraljicom Damaspijom
- Kserkso II.

S Aloginom od Babilona
- Sogdijan

S Kosmartidenom od Babilona
- Darije II.
- Arsit

S Andijom od Babilona
- Bogapaej
- Parisatida

## Kronologija
- 465. pr. Kr. - Artakserkso I. na perzijskom tronu nasljeđuje oca Kserksa I. Velikog koji je ubijen u dvorskim spletkama.
- 460. pr. Kr. - pobuna u Egiptu; ubijen satrap, zauzet grad Memfis i zatražena pomoć od Atene.
- 457. pr. Kr. - židovski svećenik Ezra napušta Babilon i odlazi u Jeruzalem, sa sobom vodi neke Židove uključujući svećenike i levite.
- 450. pr. Kr. - Grci napadaju perzijski Cipar, no unatoč početnim grčkim uspjesima perzijska mornarica uspijeva odbaciti napadače.
- 449. pr. Kr. - sklopljen je Kalijin mir između Atene, Arga i Perzije što je bio službeni svršetak grčko-perzijskih ratova.
- 424. pr. Kr. - umire Artakserkso I., a na tronu ga nasljeđuje njegov sin Kserkso II.

## Poveznice
- Ahemenidsko Perzijsko Carstvo
- Grčko-perzijski ratovi
- Purim
- Kserkso II.

| Prethodnik:                      | Veliki kralj Perzije (465. - 424. pr. Kr.) ____________________ Faraon Egipta (465. - 424. pr. Kr.) | Nasljednik:                       |
| Kserkso I. (485. - 465. pr. Kr.) | Veliki kralj Perzije (465. - 424. pr. Kr.) ____________________ Faraon Egipta (465. - 424. pr. Kr.) | Kserkso II. (424. - 424. pr. Kr.) |

## Vanjske poveznice
- [neaktivna poveznica]
- Iran chamber: Artakserkso